# Laimbach (Bayreuth)
Laimbach ist ein Gemeindeteil der kreisfreien Stadt Bayreuth im bayerischen Regierungsbezirk Oberfranken. Laimbach liegt in der Gemarkung Meyernberg.

## Geografie
Der Weiler besteht aus zwei Einzelsiedlungen, die beide in einer Entfernung von 300 Metern am Teufelsgraben und an der Bundesstraße 22 liegen. Haus Nr. 1 ist in direkter Nachbarschaft zu Meyernberg, Haus Nr. 2 und 3 befinden sich am Fuße des Matzenberges (411 m ü. NHN, 0,5 km westlich).

## Geschichte
Gegen Ende des 18. Jahrhunderts bestand Laimbach aus einem Anwesen. Die Hochgerichtsbarkeit stand dem bayreuthischen Stadtvogteiamt Bayreuth zu. Die Grundherrschaft über das Gütlein hatte das Amt St. Johannis.
Von 1797 bis 1810 unterstand der Ort dem Justiz- und Kammeramt Bayreuth. Mit dem Gemeindeedikt wurde Laimbach dem 1812 gebildeten Steuerdistrikt Eckersdorf und der zugleich gebildeten Ruralgemeinde Meyernberg zugewiesen. Am 1. April 1939 wurde Laimbach nach Bayreuth eingemeindet.

### Einwohnerentwicklung
| Jahr      | 001819 | 001822 | 001861 | 001871 | 001885 | 001900 | 001925 | 001950 | 001961 | 001970 | 001987 |
| Einwohner | *      | 8      | 6      | 7      | 11     | 8      | 13     | 22     | 23     | 10     | †      |
| Häuser    |        | 1      |        |        | 1      | 3      | 3      | 3      | 3      |        | †      |
| Quelle    | [ 7 ]  | [ 5 ]  | [ 8 ]  | [ 9 ]  | [ 10 ] | [ 11 ] | [ 12 ] | [ 13 ] | [ 14 ] | [ 15 ] | [ 16 ] |

## Religion
Laimbach ist evangelisch-lutherisch geprägt und war ursprünglich nach Heilig Dreifaltigkeit (Bayreuth) gepfarrt. Seit Mitte des 20. Jahrhunderts ist die Pfarrei Christuskirche (Bayreuth) zuständig.